# Turguénevo (Vladímir)
|  | Per a altres significats, vegeu «Turguénevo». |

Turguénevo (en rus: Тургенево) és un poble de l'óblast de Vladímir, a Rússia, segons el cens del 2010 tenia 1.150 habitants. Pertany al districte municipal de Mélenki.